# ドイツ騎士団国

ドイツ騎士団国
Staat des Deutschen Ordens (中世低地ドイツ語)
Civitas Ordinis Theutonici (ドイツ語)

1410年のドイツ騎士団国およびリヴォニアとプロイセンの司教領

ドイツ騎士団国（ドイツきしだんこく、ドイツ語: Deutschordensstaat、発音: [ˈdɔʏtʃ ɔɐdənsˌʃtaːt]、Staat des Deutschen Ordens、ラテン語: Civitas Ordinis Theutonici）は、13世紀にバルト海沿いで北方十字軍の期間、ドイツ騎士団により建国された十字軍国家である。
ドイツ騎士団領、ドイツ騎士修道会領などとも呼ばれ、ドイツ語ではOrdensstaat（騎士団国）とも呼ばれる。また、ドイツ騎士団の別訳であるチュートン騎士団からチュートン騎士団国とも呼ばれる。
ドイツ騎士団が、1230年に異教徒古プロイセン人を征服した後、故地を基盤に作った国である。その後、ゴットランド島、クールラント、リヴォニア、ノイマルク、ポメレリア、ジェマイティヤまで拡大した。領土は現在のエストニア、ラトビア、ポーランド、リトアニア、ロシアにおよぶ。

## 歴史

テッラ・マリアナ

1237年にテッラ・マリアナを支配していたリヴォニア帯剣騎士団をドイツ騎士団が吸収し、リヴォニアにおけるドイツ騎士団の自治的な分団であるリヴォニア騎士団とした。
1346年には、デンマーク王はエストニア公国を19,000ケルンマルクでドイツ騎士団に売却した。デンマークからドイツ騎士団へのエストニア公国の統治権の移譲は1346年11月1日に行われた。

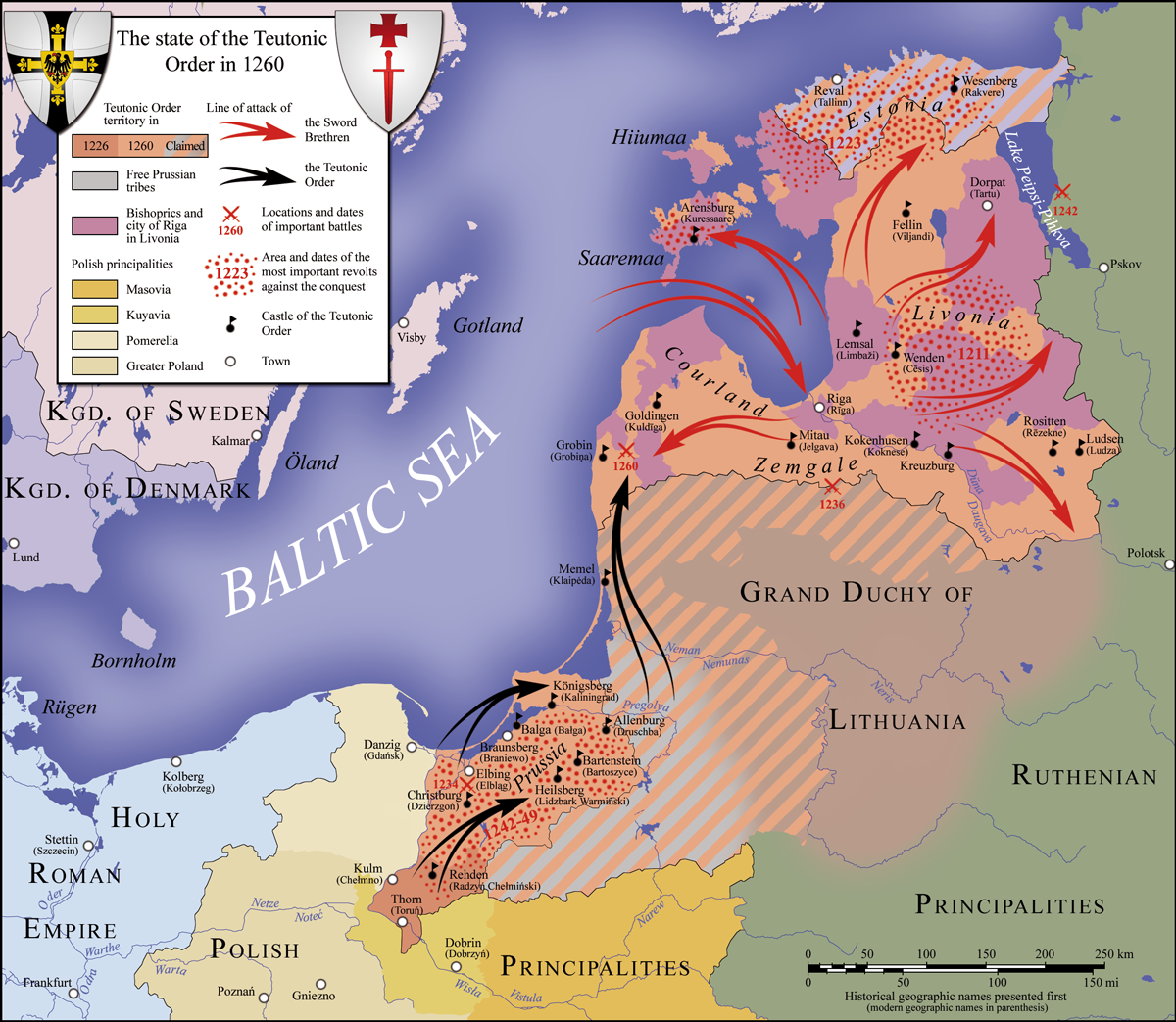
ドイツ騎士団国家（1260年）

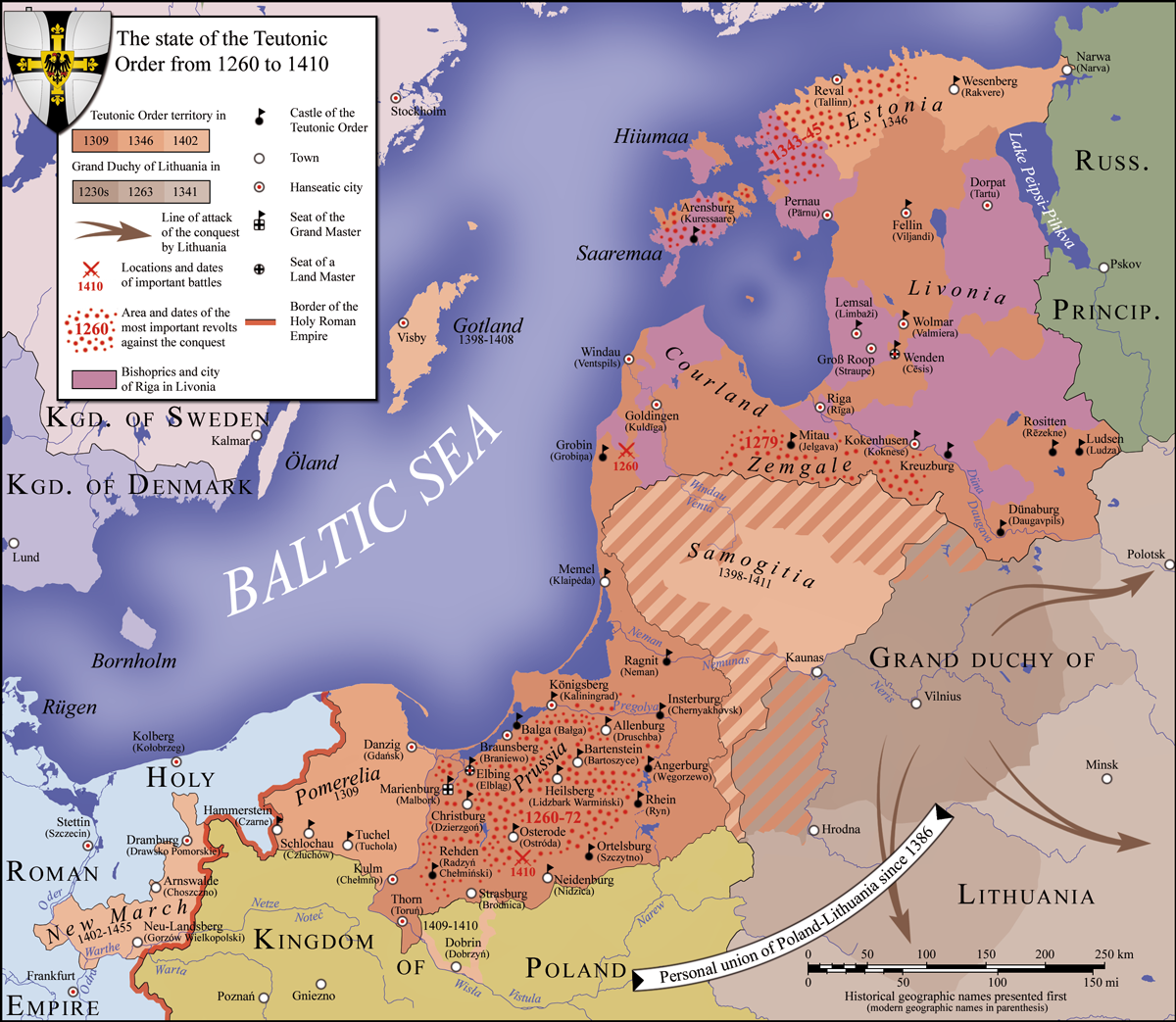
ドイツ騎士団国家（1410年）

1410年のタンネンベルクの戦いでポーランド・リトアニアに敗北後、ドイツ騎士団は衰退し、分団のリヴォニア騎士団が1422年 - 1435年に結成されたリヴォニア連盟に加わったことで、現在のエストニアとラトビアに渡る領地を失った。
東の修道会の国は、1525年プロテスタント宗教改革の時期にホーエンツォレルン家が政権を握るプロイセン公国として世俗化された。リヴォニア支部は、リヴォニア同盟となって消滅する1561年まで続いた。